# Henry E. Emerson

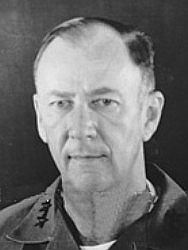
Henry E. Emerson

Henry Everett Emerson (* 28. Mai 1925 in Washington, D.C.; † 4. Februar 2015 in The Villages, Florida) war ein hochdekorierter Generalleutnant der United States Army. Er war unter anderem Kommandeur der 2. Infanteriedivision und des XVIII. Luftlandekorps.

## Leben
Henry Emerson war ein Sohn von Brigadegeneral Gouverneur Vincent Emerson (1889–1974) und dessen Frau Marie Loretto Constancia McLaughlin (1896–1981). Der Vater war im medizinischen Dienst der Armee und zum Zeitpunkt der Geburt seines Sohnes Henry im Walter Reed Army Hospital in Washington, D.C. tätig. Später gelangte der Sohn nach San Francisco, wo er die Lowell High School besuchte. Dort begann er auch eine Militärausbildung. In den Jahren 1944 bis 1947 durchlief er die United States Military Academy in West Point. Nach seiner Graduation wurde er als Leutnant der Infanterie zugeteilt. In der Armee durchlief er anschließend alle Offiziersränge vom Leutnant bis zum Drei-Sterne-General.
Im Lauf seiner militärischen Karriere absolvierte Emerson verschiedene Kurse und Schulungen. Dazu gehörten unter anderem die Infantry School, das Naval War College der United States Navy, das Armed Forces Staff College und das United States Army War College. In seinen jüngeren Jahren versah er den für Offiziere in den niederen Rangstufen üblichen Dienst in verschiedenen Einheiten und Standorten. Er war zunächst in Südkorea in einer Kompanie des 31. Infanterieregiments tätig, das der 7. Infanteriedivision unterstand. Im Jahr 1949 wurde er für einige Zeit nach Hawaii versetzt, ehe er im Jahr 1950 nach Südkorea zurückkehrte und als Kompanieführer im 5. Infanterieregiment am Koreakrieg teilnahm.
In den Jahren 1951 und 1952 war Emerson Dozent an der Infantry School in Fort Benning. Nach einer kurzen Versetzung zum Far East Command in Japan, wo er in dessen Generalstab tätig war, kehrte er zur Militärakademie in West Point zurück. Dort war er zwischen 1954 und 1958 Dozent. Daran schloss sich eine Versetzung zum Stab der 1st Airborne Battle Group in Fort Campbell in Kentucky an, die dem 502. Infanterieregiment unterstand. Beide Einheiten gehörten zur 101. Luftlandedivision.
In den Jahren 1961 und 1962 war er in London beim Stab des U. S. Army Element, Naval Elements Atlantic and Mediterranean Commands tätig. Mitte der 1960er Jahre war er Stabsoffizier beim XVIII. Luftlandekorps. Dabei nahm er als Bataillonskommandeur an der Operation Power Pack in der Dominikanischen Republik teil. Im weiteren Verlauf der 1960er Jahre war er zwei Mal im Vietnamkrieg eingesetzt. Bei seinem ersten dortigen Einsatz war er unter anderem Bataillonskommandeur in der 101. Luftlandedivision. Zwischen 1966 und 1968 war er Stabsoffizier im United States Department of the Army, wo er die Abteilung für Aus- und Weiterbildung leitete (Chief, Schools and Education Division).
Im Januar 1968 kehrte Emerson nach Vietnam zurück, wo er die 1. Brigade der 9. Infanteriedivision kommandierte. Dort fiel er unter anderem durch seine effektiven taktischen Strategien auf. Unter anderem dafür wurde er in jener Zeit vielfach mit Orden ausgezeichnet. Im August 1968 wurde er bei einem Hubschrauberabsturz schwer verwundet und in die Vereinigten Staaten zurückgebracht.
Nach zwischenzeitlich anderen Verwendungen übernahm Henry Emerson als Nachfolger von Jeffrey G. Smith im Mai 1973 das Kommando über die in Südkorea stationierte 2. Infanteriedivision. Diesen Posten bekleidete er bis zum Mai 1975, als J. R. Thurman seine Nachfolge antrat. Nach seiner anschließenden Beförderung erhielt er im Jahr 1975 das Kommando über das XVIII. Luftlandekorps in Fort Bragg. In dieser Funktion löste er Richard J. Seitz ab. Diese Aufgabe übte er bis zum 30. Juni 1977 aus. Nachdem er den Oberbefehl über das XVIII. Luftlandekorps an Volney F. Warner übergeben hatte, ging er in den Ruhestand.
Er starb am 4. Februar 2015 in Florida und wurde auf dem Nationalfriedhof Arlington beigesetzt.

## Orden und Auszeichnungen
Henry Emerson erhielt im Lauf seiner militärischen Laufbahn unter anderem folgende Auszeichnungen:
- Distinguished Service Cross (2 Mal)
- Army Distinguished Service Medal (3 Mal)
- Silver Star (5 Mal)
- Legion of Merit (2 Mal)
- Bronze Star Medal (2 Mal)
- Distinguished Flying Cross
- Purple Heart
- National Defense Service Medal
- Korean Service Medal
- Vietnam Service Medal
- United Nations Service Medal
- Vietnam Campaign Medal
- Republic of Korea War Service Medal (Südkorea)
- Republic of Korea Presidential Unit Citation (Südkorea)